# Alparslan Türkeş
Alparslan Türkeş (Nicosia, 25 de noviembre de 1917 - Ankara, 4 de abril de 1997) fue un político turco, fundador y presidente del Partido de Acción Nacionalista (MHP) y los Lobos Grises (Ülkü Ocakları). Representó a la extrema derecha del espectro político turco. Sus seguidores lo llamaban y todavía lo llaman Başbuğ ("Líder").

## Biografía
Türkeş nació en 1917 en Nicosia, Chipre británica, en el seno de una familia turcochipriota.
En 1932, con quince años de edad, Türkeş emigró a Estambul, Turquía, con su familia. Se inscribió en el liceo militar de Estambul en 1933 y completó su educación secundaria en 1936. En 1938, se unió al ejército y comenzó su carrera militar.
Junto con otros nacionalistas como Nihal Atsız y Nejdet Sançar, Türkeş fue sometido a consejo de guerra acusado de "actividades fascistas y racistas" en 1945. Pasó 10 meses en prisión antes de ser liberado el mismo año. Los cargos finalmente fueron desestimados en 1947.
Alcanzó fama como portavoz del golpe de Estado del 27 de mayo de 1960 contra el gobierno del primer ministro Adnan Menderes. Asumió como subsecretario del nuevo primer ministro Cemal Gürsel. Sin embargo, Türkeş, junto con otros 13 miembros de la junta, declararon su oposición a devolver el poder a los civiles y por lo tanto fueron expulsados por un golpe interno dentro de la junta. Türkeş fue enviado al exilio a la embajada turca en Nueva Delhi. Regresó en febrero de 1963 y junto con otros de los catorce, más tarde se unió al Partido Republicano de la Nación de Aldeanos (CKMP). Türkeş fue elegido presidente del partido el 1 de agosto de 1965. En 1969, el CKMP pasó a llamarse Partido de Acción Nacionalista (MHP). Como líder del MHP, también era el líder de facto de los Lobos Grises.
Türkeş se desempeñó como vice primer ministro en el gobierno de  Süleyman Demirel en la década de 1970. Tras el golpe militar de 1980, fue encarcelado durante más de cuatro años y el Gobierno exigió la pena de muerte para él y otros nacionalistas turcos. Pero en un giro de los acontecimientos, fue liberado el 9 de abril de 1985. Se reincorporó a la arena política dentro del Partido Nacionalista de los Trabajadores  (MÇP) en 1987 y fue elegido para el parlamento en representación de la provincia de Yozgat como parte del Partido del Bienestar (RP) en 1991. En 1993 se reintegró al MHP, luego de que la prohibición del partido fuese levantada.
Türkeş murió de un ataque al corazón a la edad de 79 años el 4 de abril de 1997. Se casó dos veces y tuvo siete hijos.